# Pilea hilariana
Pilea hilariana är en nässelväxtart som beskrevs av Hugh Algernon Weddell. Pilea hilariana ingår i släktet pileor, och familjen nässelväxter. Inga underarter finns listade i Catalogue of Life.